# Massimo Bulla
Massimo Bulla (Busto Arsizio, 30 aprile 1971) è un attore ed ex modello italiano.

## Biografia
Inizia a lavorare partecipando a numerosi spot pubblicitari e come modello, sfilando per Gianfranco Ferré, Krizia ed Armani. Dal 1989 al 1993 studia recitazione, un anno con Claudio Botta e gli ultimi due con Beatrice Bracco.
Nel 1996 è nel cast della pièce teatrale Donna di piacere, di Barbara Alberti, regia di Antonello Aglioti, presentata all'inaugurazione di Convivio, manifestazione benefica milanese. In teatro, successivamente, lavora in Romeo e Giulietta, Strettamente riservato, L'uomo che non poteva amare e Undici canottiere.
Nel 1997 approda al cinema con tre film: Come mi vuoi, regia di Carmine Amoroso, accanto a Vincent Cassel, Enrico Lo Verso e Monica Bellucci; è Luca in Panarea, film girato da Giuseppe Moccia, con Alessia Merz, ed interpreta il ruolo di Pepè in Volare!, diretto da Vittorio De Sisti, che ha come protagonisti Massimo Ranieri e Marina Suma.
Diventa popolare lavorando in televisione nella soap opera di Canale 5, CentoVetrine (2001), dove interpreta il ruolo del ricco e bello avvocato Gabriele Andreasi. Recita nella soap opera Un posto al sole (2005), nel ruolo di Stefano Naldi, e nella serie tv La squadra 7 (2006), entrambe in onda su Rai 3.
Nel 2007 e nel 2008 è protagonista nel ruolo del medico-chirurgo Davide Curti nel serial televisivo Incantesimo 9 e 10, in onda su Rai Uno.
Nel 2009 torna a recitare in TV interpretando Alex in Un medico in famiglia 6. Dal gennaio del 2010 conduce, insieme a Folco Quilici, il programma In luoghi e tempi lontani, in onda su Marcopolo. Nello stesso anno torna ad interpretare il ruolo di Stefano Naldi in Un posto al sole. Nel 2017 conduce il programma Sussurri e grida, in onda su Marcopolo.

## Filmografia

### Cinema
- Come mi vuoi, regia di Carmine Amoroso (1997)
- Panarea, regia di Pipolo (1997)
- Volare!, regia di Vittorio De Sisti (1997)

### Televisione
- Occhio di falco, regia di Vittorio De Sisti - film TV (1995)
- Una donna in fuga, regia di Roberto Rocco - miniserie TV (1996)
- CentoVetrine, registi vari - soap opera (2001-2005)
- Un posto al sole, registi vari - soap opera (2005-2006/2010)
- La squadra 7, registi vari - serie TV (2006)
- Incantesimo 9-10, registi vari - soap opera (2007-2008)
- Un medico in famiglia 6, regia di Tiziana Aristarco ed Elisabetta Marchetti - serie TV (2009)
- Don Matteo 8, episodio 'Il bambino conteso', nel ruolo di Michel Migliori - serie TV (2011)

### Programmi TV
- In luoghi e tempi lontani, conduttore su Marcopolo, canale 414 di Sky (2010)

## Teatro
- Donna di piacere di Barbara Alberti, regia di Antonello Aglioti  (1996)
- Romeo e Giulietta di William Shakespeare, regia di Luisa Corsieri (1997)
- Strettamente riservato di Michele Serio, regia di Rocco Di Gioia (2000)
- L'uomo che non poteva morire di Timothy Findley, regia di Dino Desiata (2001)
- Undici canottiere di E.Bond, regia di Mattia Giorgetti (2004-2005)